# Vlag van Heino

Vlag van Heino
(1962-2001)

De vlag van Heino werd op 3 mei 1962 bij raadsbesluit vastgesteld als de gemeentelijke vlag van de Overijsselse gemeente Heino. Op 1 januari 2001 ging de gemeente op in de gemeente Raalte, waardoor de vlag als gemeentevlag kwam te vervallen.

## Beschrijving
De beschrijving luidt: 
Vijf banen van groen, zwart, wit, zwart en groen, waarvan de hoogten zich verhouden als 1:1:2:1:1.
De kleuren van de vlag zijn ontleend aan het gemeentewapen. De groene banen herinneren aan de gronden die bestemd zijn voor woningbouw en bedrijven enerzijds, en voor recreatie anderzijds, terwijl de zwarte banen de voornaamste verbindingen voorstellen: Rijksweg 35 en de spoorlijn. Het wit vormt het symbool voor de ploeg in het wapen en verbindt groen en zwart.

## Verwante symbolen

Wapen van Heino

Ambt Delden 
· Avereest 
· Bathmen 
· Blokzijl 
· Brederwiede 
· Den Ham 
· Denekamp 
· Diepenheim 
· Diepenveen 
· Genemuiden 
· Goor 
· Gramsbergen 
· Hasselt 
· Heino 
· Holten 
· IJsselham 
· IJsselmuiden 
· Markelo 
· Nieuwleusen 
· Noordoostpolder 
· Olst 
· Ootmarsum 
· Rijssen 
· Stad Delden 
· Steenwijk 
· Steenwijkerwold 
· Urk 
· Vollenhove 
· Vriezenveen 
· Wanneperveen 
· Weerselo
· Wijhe 
· Zwartsluis 
· Zwollerkerspel